# Göttinger Hieber

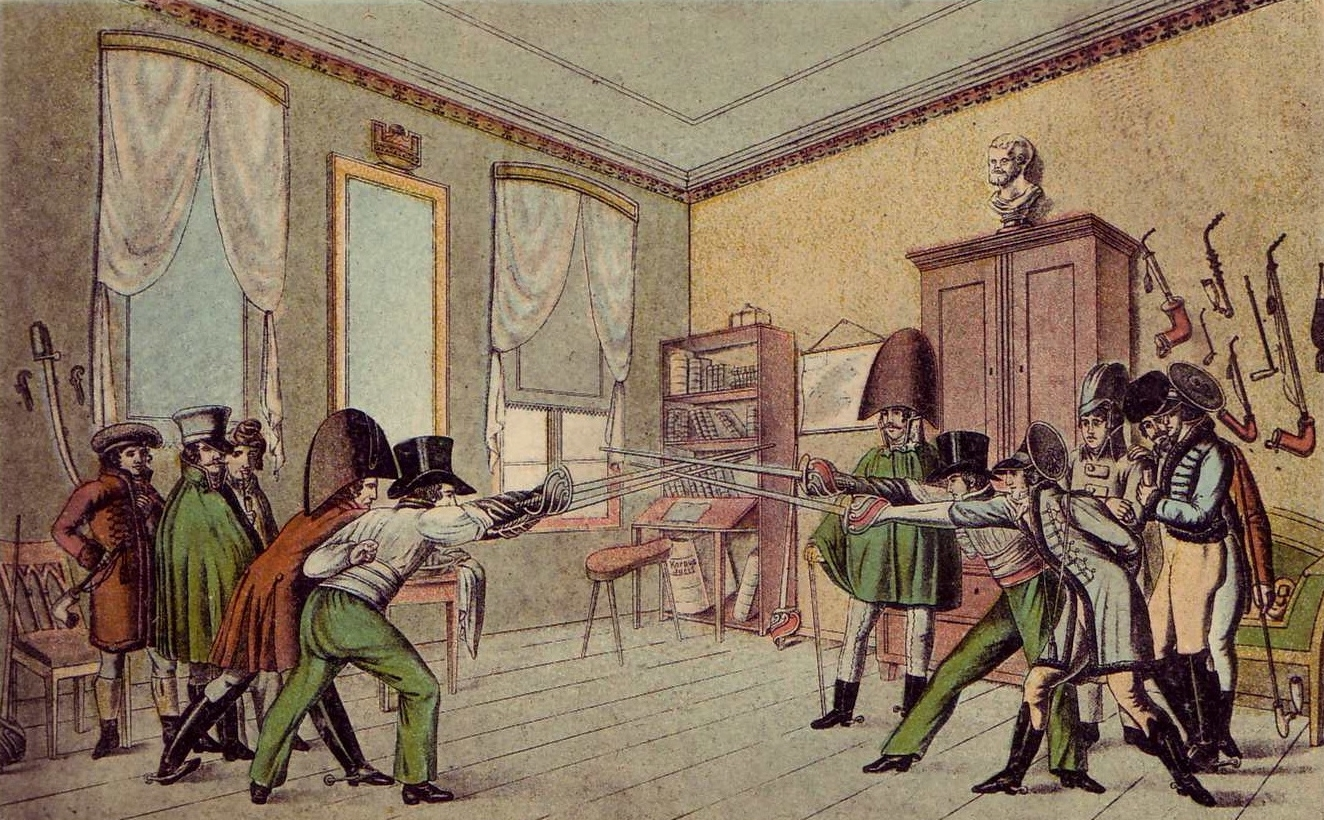
Göttinger Hiebmensur 1808

Der sogenannte Göttinger Hieber ist eine studentische Hiebwaffe mit gerader Klinge wie beim Degen, schmalem blechgefütterten Korb und mehreren waagerecht gerichteten Parierstangen als Handschutz, wie er sich gegen Mitte des 18. Jahrhunderts durchsetzte. Die Einführung war auch durch die zahlreichen, oft tödlichen Unfälle motiviert, die sich bei Stoßmensuren mit den bis dahin üblichen und noch lange in Gebrauch bleibenden Pariser Stoßdegen ereigneten. Noch 1766 gab es in Göttingen einen solchen tödlichen Unfall bei einem Duell im Michaelishaus. Dieses Duell am 22. April 1766 war das einzige tödlich endende in Göttingen während des gesamten 18. Jahrhunderts.
Aus dem Göttinger Hieber entwickelte sich nach 1767 der Korbschläger, in der stumpfen Version auch das Haurapier. Die Universität Göttingen war die erste deutsche Hochschule, an der man vom Stoßfechten zum Hiebfechten überging, was die Einführung neuer Regeln erforderte. Diese dürften in Göttingen durch den Fechtmeister Christian Kastrop eingeführt worden sein. Sie verbreiteten sich schnell und blieben auch dort gültig, wo vorwiegend mit Glockenschlägern gefochten wurde.
Der Göttinger Hieber wird auch in den Tagebuchaufzeichnungen des Dichters und Schriftstellers Joseph von Eichendorff vom 11. Mai 1806 erwähnt: 
„Gaben die Westphalen ihrem abgehenden Baron von Himm ein solennes Commitat. Das bunte Gewühle auf dem großen Berlin. Die anführenden Burschen mit blanken Hiebern. Langer Zug von ebenfalls reitenden Begleitern. Der Wagen mit der Hauptperson mit 6 Pferden bespannt, und von Burschen, ebenfalls in Burschenwiks, kutschirt. Langer Zug von Wagen, von jeder Landsmannschaft einer oder mehrere, mit 4 Pferden, und auch von Burschen-wiksianern kutschirt. Vorn und hinten und zu den Seyten Flankeurs en petit, Helme, und Göttinger Hieber blank. - Herrlicher Anblik“